# Hjørring Amt

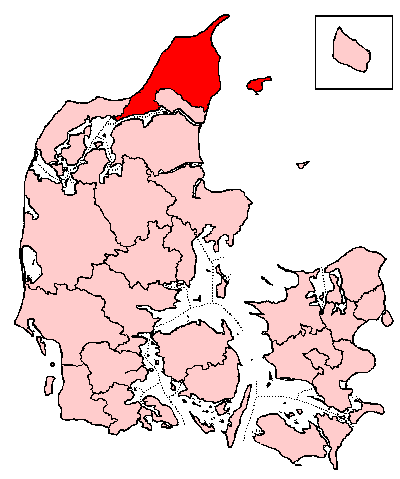
Hjørring Amt

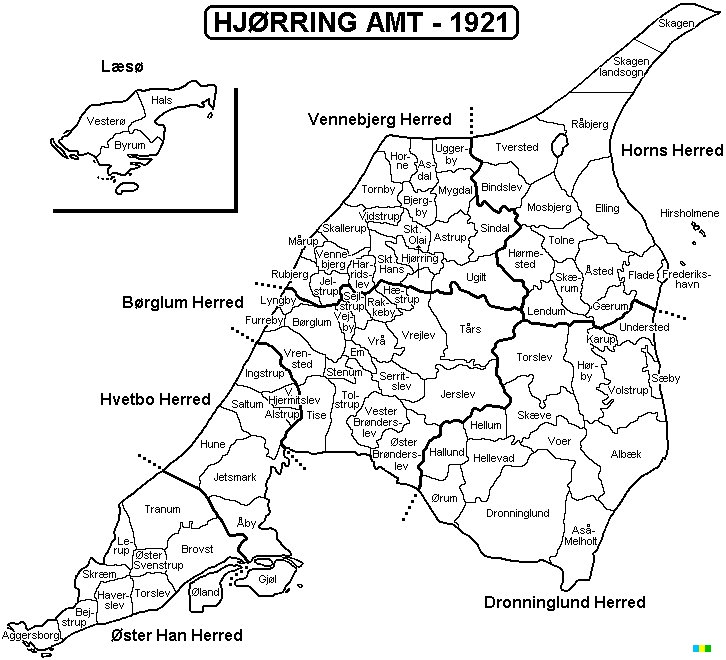
Hjørring Amt, verdeling in herreder

Hjørring Amt  was van 1793 tot 1970 een van de amter van Denemarken. Bij de herindeling in 1970 ging het op in het nieuwe  Amt Noord-Jutland.
Het Amt was verdeeld in zeven herreder:
- Børglum Herred
- Dronninglund Herred
- Horns Herred
- Hvetbo Herred
- Læsø Herred
- Vennebjerg Herred
- Øster Han Herred

Daarnaast lagen vijf steden binnen het amt:
- Hjørring
- Brønderslev
- Sæby
- Frederikshavn
- Skagen

## Hjørring Amt rond 1900

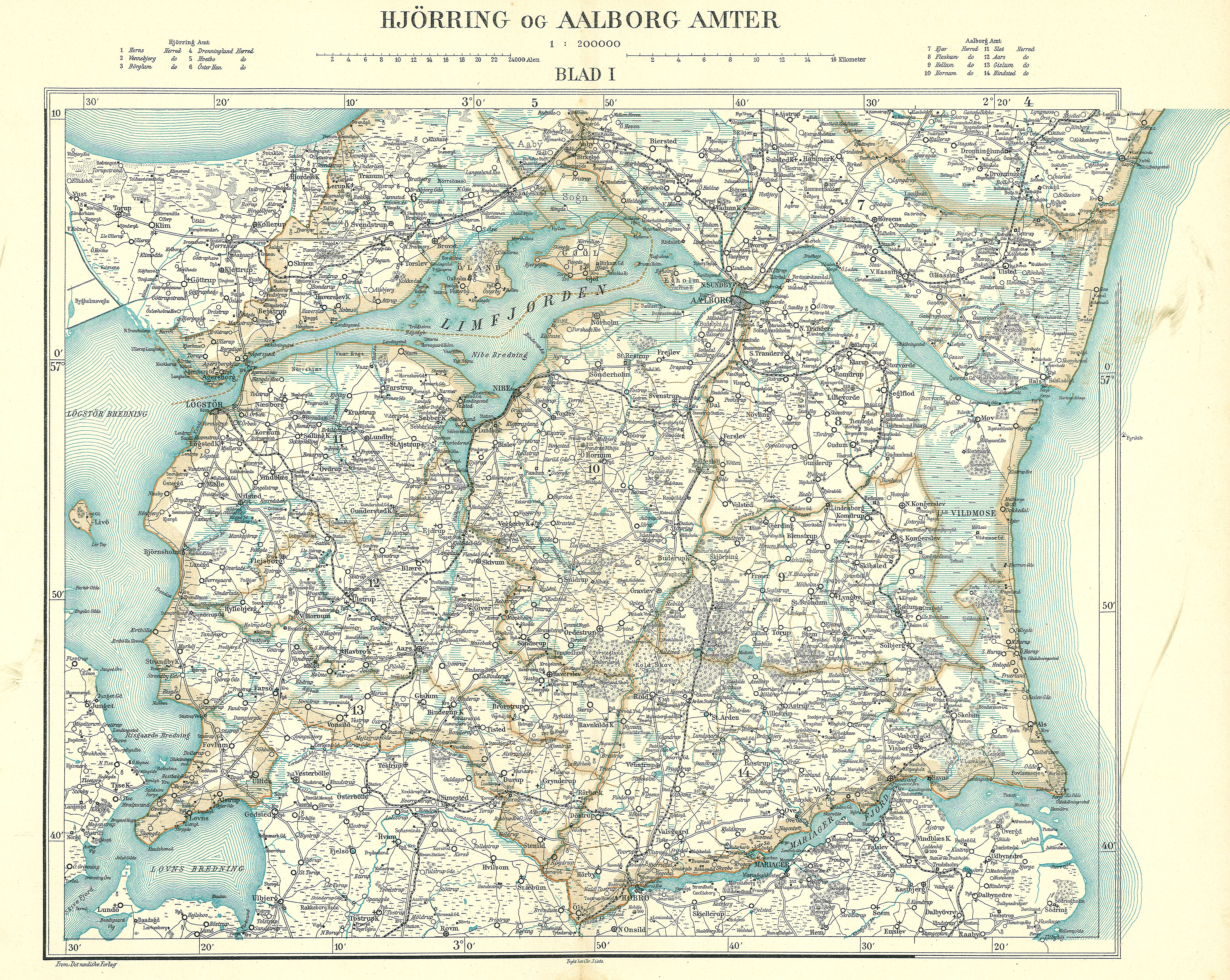
Het zuidelijke deel van Hjørring Amt, ten noorden van het Limfjord;
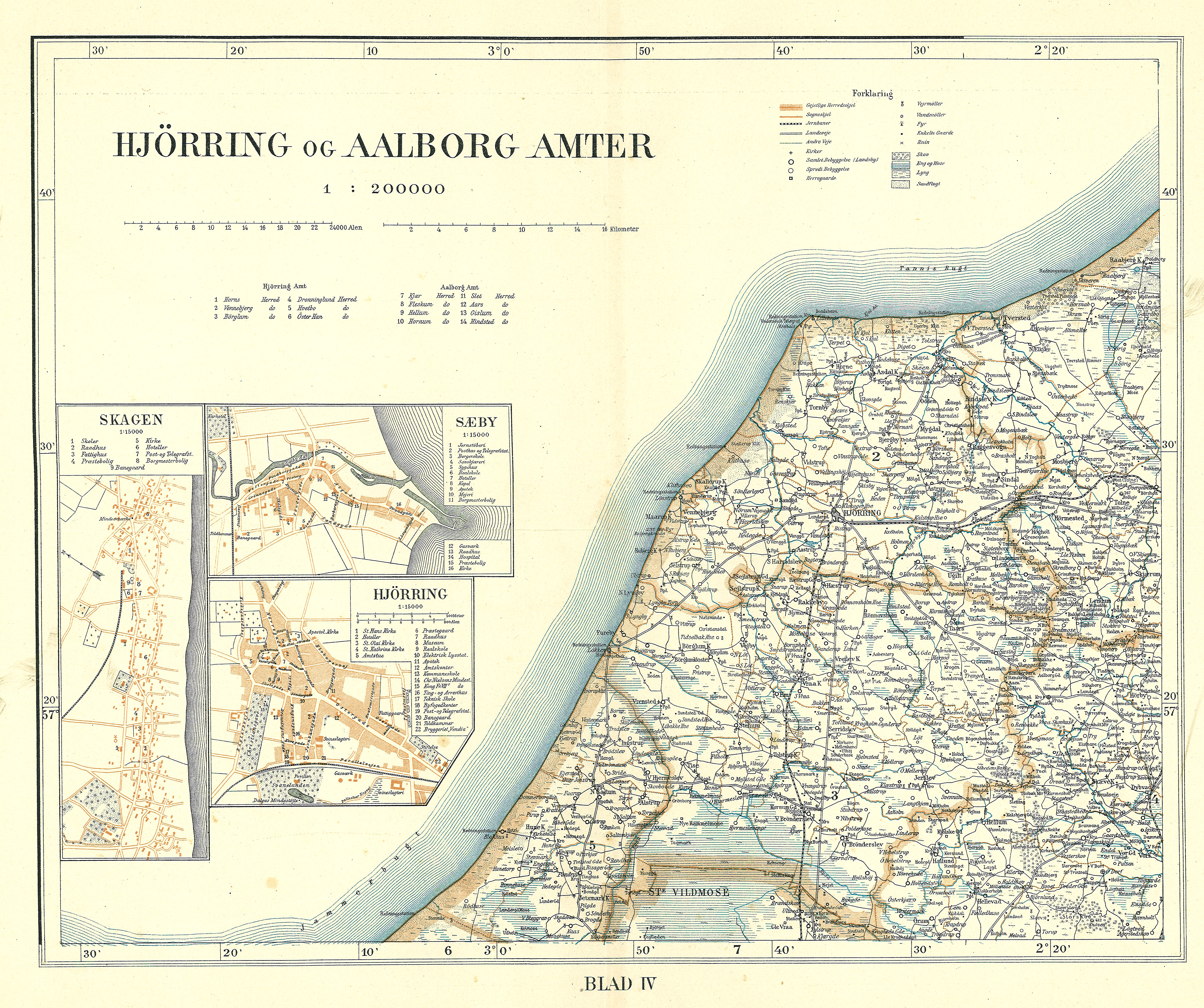
Het noordwestelijke deel van Hjørring Amt
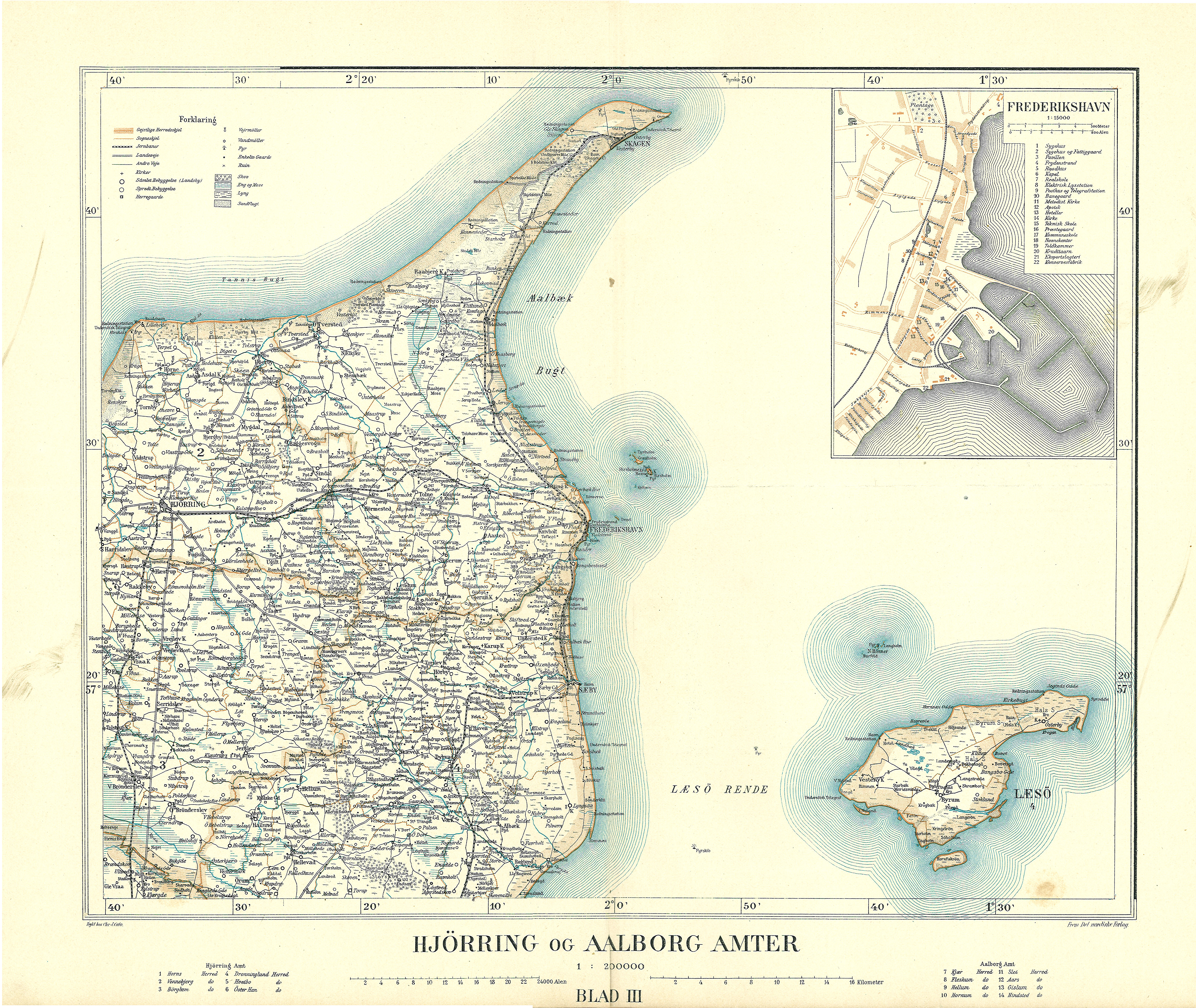
Het noordoostlijke deel van Hjørring Amt